# Gravity (Hovig-dal)
A Gravity (magyarul: Gravitáció) az örmény származású ciprusi Hovig dala, mellyel Ciprust képviselte a 2017-es Eurovíziós Dalfesztiválon, Kijevben. A dal belső kiválasztás során nyerte el az eurovíziós indulás jogát.

## Eurovíziós Dalfesztivál
A dalt a 2017. március 1-jén mutatták be nyilvánosan.
A dalt az Eurovíziós Dalfesztiválon először a május 9-i első elődöntőben adta elő, fellépési sorrendben tizenötödikként a Csehországot képviselő Martina Bárta My Turn című dala után és az Örményországot képviselő Artsvik Fly with Me című dala előtt. Az elődöntőből az ötödik helyen jutott tovább a május 13-i döntőbe, ahol fellépési sorrendben tizenkilencedikként lépett fel az Egyesült Királyságot képviselő Lucie Jones Never Give Up on You című dala után és a Romániát képviselő Ilinca és Alex Florea Yodel It! című dala előtt. A pontozás során a zsűri szavazáson összesítésben a huszadik helyen végzett 36 ponttal (Görögországtól maximális pontot kapott), míg a nézői szavazáson a tizennegyedik helyen végzett 32 ponttal (Görögországtól és Örményországtól maximális pontot kapott), így összesítésben 68 ponttal a verseny huszonegyedik helyezettje lett.
A következő ciprusi induló Eleni Foureira Fuego című dala volt a 2018-as Eurovíziós Dalfesztiválon.